# Liste der Gedenktafeln und Gedenksteine in Wien/Alsergrund
Diese Liste der Gedenktafeln und Gedenksteine in Wien/Alsergrund enthält die Gedenktafeln im öffentlichen Raum des 9. Wiener Gemeindebezirks Alsergrund. Hauptsächliche Basis dieser Liste ist „Wien Kulturgut“ (der digitale Kulturstadtplan der Stadt Wien).
Neben den wandgebundenen Gedenktafeln sind auch die von der Stadt Wien als Denkmäler klassifizierten Gedenksteine angeführt. Andere Denkmäler sowie Kunstwerke im öffentlichen Raum sind unter Liste der Kunstwerke im öffentlichen Raum in Wien/Alsergrund zu finden.
Erinnerungssteine sind in Stationen der Erinnerung in Wien-Alsergrund angeführt.

## Gedenktafeln und Gedenksteine
| Foto |                 | Inschrift | Name | Typ         | Standort                                                                  | Beschreibung | Metadaten                                    |
| ---- | --------------- | --- | --- | ----------- | ------------------------------------------------------------------------- | --- | -------------------------------------------- |
| ja   | Datei hochladen | Im alten Dreilaufenhause das an dieser Stelle stand wurde am 29. November 1839 LUDWIG ANZENGRUBER geboren. | Ludwig Anzengruber – Gedenktafel viennatouristguide                                                                                        | Gedenktafel | Kinderspitalgasse 1 Standort                                              | Steintafel |                                              |
| ja   | Datei hochladen | Im Gedenken an Gotthold Antscherl (8.4.1891 – 21.8.1942) Unser geschätzter Religionslehrer wurde wie alle jüdischen Lehrerinnen und Schülerinnen nach dem Anschluss 1938 aus der Schulgemeinschaft ausgeschlossen. Er und seine Frau wurden in Maly Trostinec (bei Minsk) ermordet. Sein Unterricht war vorbildlich, humorvoll, spannend und bleibt unvergessen. Die Schubertschule und ehemalige Schülerinnen | Gotthold Antscherl – Gedenktafel | Gedenktafel | Grünentorgasse 9 Standort                                                 | Steintafel |                                              |
| ja   | Datei hochladen | Albert Appel 1871–1947 Gründer des Österreichischen Touristenvereins (C. A. T. V.) | Albert Appel – Gedenktafel viennatouristguide                                                                                              | Gedenktafel | Währinger Straße 9 Standort                                               | Metalltafel |                                              |
| ja   | Datei hochladen | In diesem Haus lebte unser langjähriger Präsident Schauspieler Emmerich Arleth der unermüdliche Förderer und Interpret des Wienerliedes. Wien, 3. November 1967, gewidmet von der Vereinigung „Das Wienerlied“ | Emmerich Arleth – Gedenktafel ID: 94414 viennatouristguide                                                                                 | Gedenktafel | Hebragasse 1 Standort                                                     | Steintafel (1967) |                                              |
| ja   | Datei hochladen | In diesem Haus wohnte von 1934 bis 1958 Raoul M. Aslan Ehrenmitglied des Burgtheaters | Raoul Aslan – Gedenktafel ID: 94423 viennatouristguide                                                                                     | Gedenktafel | Strudlhofgasse 13 Standort                                                | Steintafel |                                              |
| ja   | Datei hochladen | An dieser Stelle stand bis 1904 das Haus in welchem Ludwig van Beethoven gewohnt hat und in der er am 26. März 1827 erbaulich starb. Errichtet im Einvernehmen mit dem Stift Heiligenkreuz vom Roßauer Männergesangsverein am 3. November 1929 | Ludwig van Beethoven – Gedenktafel ID: 94615 viennatouristguide                                                                            | Gedenktafel | Schwarzspanierstraße 15 Standort                                          | Steintafel mit Porträtrelief (1929) |                                              |
| ja   | Datei hochladen | An dieser Stelle stand bis 1906 das Wohnhaus des grossen Chirurgen Theodor Billroth 1829–1894 Er führte als Arzt, Lehrer und Forscher die Wiener medizinische Schule zu einem Höhepunkt. Am 29. Jänner 1881 gelang ihm die erste erfolgreiche Magenresektion. Die österreichische Gesellschaft für Chirurgie zum 100. Jahrestag dieser Pioniertat. | Theodor Billroth – Gedenktafel ID: 94663 viennatouristguide                                                                                | Gedenktafel | Alser Straße 20 Standort                                                  | Steintafel (1981) |                                              |
| ja   | Datei hochladen | 1874 – 1939 Hofrat Professor Julius Bittner Dichter-Komponist schuf in diesem Hause seine Monumentalwerke Gewidmet von der Bezirksvorstehung für den IX. Bezirk und seinen Verehrern, im Juni 1956 | Julius Bittner – Gedenktafel ID: 95676 viennatouristguide                                                                                  | Gedenktafel | Dietrichsteingasse 10 Standort                                            | Marmortafel mit bronzenem Porträtrelief (1956) |                                              |
| ja   | Datei hochladen | In diesem Hause lebte bis zu seinem Tode am 22. Dezember 1976 der Operettentenor Franz Borsos Bei ihm verkehrten Franz Lehar Robert Stolz und Edmund Eysler | Franz Borsos – Gedenktafel viennatouristguide                                                                                              | Gedenktafel | Zimmermanngasse 18 Standort                                               | Steintafel |                                              |
| ja   | Datei hochladen | In diesem Hause wohnte 1868–1876 Anton Bruckner Der grosse österreichische Komponist schuf hier seine 2. 3. 4. und 5. Sinfonie Errichtet am 18. Juni 1961 vom Heimatmuseum Alsergrund | Anton Bruckner – Gedenktafel ID: 94674 viennatouristguide                                                                                  | Gedenktafel | Währinger Straße 41 Standort                                              | E. Hauser, Steintafel (1961) |                                              |
| ja   | Datei hochladen | Hildegard Burjan 1883–1933 Gründerin der Caritas Socialis | Hildegard Burjan – Gedenktafel | Gedenktafel | Pramergasse 7 Standort                                                    | Steintafel mit Porträtrelief, Plexiglastafel mit Text |                                              |
| ja   | Datei hochladen | Dr. Eduard Castle geb. am 7.11.1875 in Wien/Wieden, gest. am 8.6.1959 in diesem Hause Germanist u. Theaterwissenschaftler an der Universität Wien, väterlicher Freund seiner Schüler, Verfechter Österreichs und seiner Ehre in der Gelehrtenwelt, betätigte sich als Goetheforscher und wohnte hier 50 Jahre. Als Herausgeber österr. Klassiker zeigte er, dass Besonderheit nicht Absonderung ist. Er schuf durch Herausgabe der deutsch-österr. Literaturgeschichte der deutschen Kulturarbeit in der österr.-ungar. Monarchie ein „Monumentum aere perennius“ ein Denkmal, dauerhafter als Erz. | Eduard Castle – Gedenktafel ID: 95664 viennatouristguide                                                                                   | Gedenktafel | Liechtensteinstraße 11 Standort                                           | Marmortafel mit Porträtrelief |                                              |
| ja   | Datei hochladen | im Jahre 1923 der Biochemiker und Essayist Erwin Chargaff | Erwin Chargaff – Gedenktafel viennatouristguide                                                                                            | Gedenktafel | Wasagasse 10 (Gymnasium Wasagasse) Standort                               | Metalltafel |                                              |
| ja   | Datei hochladen | Vincenz Chiavacci dem Meister des Wiener Humors 1847–1916 Gewidmet vom Journalisten und Schriftstellerverein Concordia 1926 | Vincenz Chiavacci – Gedenktafel ID: 95693 viennatouristguide                                                                               | Gedenktafel | Severingasse 5 Standort                                                   | Marmortafel mit bronzenem Blattwerk (1926) |                                              |
| ja   | Datei hochladen | In diesem Hause wohnte Heimito von Doderer von 1956 bis zu seinem Tode am 23.12.1966 Österreichische Gesellschaft für Literatur | Heimito von Doderer – Gedenktafel ID: 95698 viennatouristguide                                                                             | Gedenktafel | Währinger Straße 50 Standort                                              | Marmortafel |                                              |
| ja   | Datei hochladen | AUF DIE STRUDLHOFSTIEGE ZU WIEN Wenn die Blätter auf den Stufen liegen herbstlich atmet aus den alten Stiegen was vor Zeiten über sie gegangen. Mond darin sich zweie dicht umfangen hielten leichte Schuh und schwere Tritte die bemooste Vase in der Mitte überdauert Jahre zwischen Kriegen. Viel ist hingesunken uns zur Trauer und das Schöne zeigt die kleinste Dauer. Heimito von Doderer | Heimito von Doderer / Strudlhofstiegen – Gedenktafel ID: 95694                                                                             | Gedenktafel | Strudlhofstiege Standort                                                  | Granittafel (1962) |                                              |
| ja   | Datei hochladen | In diesem Haus wohnte der grosse rumänische Dichter Mihai Eminescu im Jahre 1869 Gewidmet von”Unirea”-Freunde Rumäniens in Österreich | Mihai Eminescu – Gedenktafel viennatouristguide                                                                                            | Gedenktafel | Porzellangasse 9 Standort                                                 | Steintafel mit bronzenem Porträtmedaillon |                                              |
| ja   | Datei hochladen | In diesem Hause wirkte und starb am 7. II. 1942 im 81. Lebensjahr der berühmte Pionier des Stahlbetonbaues Dipl.-Ing. Dr. techn. Dr. h.c. Dr. Ing. E.h. Fritz Emperger Österr. Ingenieur u Architekten-Verein Österr. Betonverein | Fritz Emperger – Gedenktafel ID: 95669 viennatouristguide                                                                                  | Gedenktafel | Liechtensteinstraße 59 Standort                                           | Sandsteintafel (1962) |                                              |
| ja   | Datei hochladen | In diesem Haus lebte der Chirurg Hans Finsterer von 1925 bis 1955 | Hans Finsterer – Gedenktafel | Gedenktafel | Garnisongasse 7 Standort                                                  | Steintafel |                                              |
| ja   | Datei hochladen | In diesem Haus lebten Leo und Grete Fleischmann Sie wurden im April 1942 deportiert Aun siguen „Desaparecidos“ su familia Argentina | Leo & Grete Fleischmann – Gedenktafel ID: 95668                                                                                            | Gedenktafel | Liechtensteinstraße 52 Standort                                           | Edelstahlplatte (2006) |                                              |
| ja   | Datei hochladen | In diesem Haus lebte der Psychiater und Neurologe Viktor E. Frankl (26.3.1905 - 2.9.1997) nach seiner Befreiung aus dem Konzentrationslager 1945 bis zu seinem Tode. Die von ihm begründete “Logotherapie und Existenzanalyse” gilt neben der Psychoanalyse Sigmund Freuds und der Individualpsychologie Alfred Adlers als die Dritte Wiener Schule der Psychotherapie. Gewidmet von UNIQA | Viktor Frankl – Gedenktafel viennatouristguide                                                                                             | Gedenktafel | Mariannengasse 1 Standort                                                 | Plexiglastafel |                                              |
| ja   | Datei hochladen | In diesem Haus lebte und wirkte Professor Sigmund Freud in den Jahren 1891–1938 der Schöpfer und Begründer der Psychoanalyse Gestiftet von der 6.Jahres Versammlung der World Federation for mental health im August 1953 | Sigmund Freud – Gedenktafel ID: 96708 viennatouristguide                                                                                   | Gedenktafel | Berggasse 19 Standort                                                     | Granittafel (1953) |                                              |
| ja   | Datei hochladen | Dr. Sigmund Freud Professor der Neurologie an der Universität Wien - Begründer der Psychoanalyse 1856–1939 | Sigmund Freud – Gedenktafel ID: 95661 viennatouristguide                                                                                   | Gedenktafel | Gussenbauergasse 5–7 Standort                                             | Marmortafel | Standort: seitlich am Eingang zum Hof        |
| ja   | Datei hochladen | …Europa ist nicht mehr die Angelegenheit eines einzelnen Staates… Organisiert die Welt! Alfred Hermann Fried * 11. November 1864 in Wien; † 4. Mai 1921 ebd. wohnte in diesem Haus, als er den Friedensnobelpreis 1911 verliehen bekam Er gilt als Begründer der Friedensforschung Anlässlich des 100. Jubiläums der Verleihung des Friedensnobelpreises gewidmet von StudentInnen der Pädagogischen Hochschule Wien Bezirksmuseum Alsergrund Stadt Wien www.friedensnews.at Bezirksvertretung Alsergrund | Alfred Hermann Fried – Gedenktafel ID: 95701 viennatouristguide                                                                            | Gedenktafel | Widerhofergasse 5 Standort                                                | Granittafel mit Gravur (2011) |                                              |
| ja   | Datei hochladen | Erich Fried Realgymnasium Zum Gedenken an einen mutigen Menschen 1921–1988 Durch unbestechliches Engagement versuchte der Schriftsteller Erich Fried Toleranz, Kritische Aufklärung und soziale Gerechtigkeit zu stärken. Mit 17 Jahren musste er 1938 aus seiner Heimatstadt Wien, vom Alsergrund nach England fliehen. In London entstanden die meisten seiner international bekannt gewordenen Werke Wien, im November 1998 Die Schulgemeinde Gestiftet von der ARGE Bezirksmuseen unter der Präsidentschaft von Prof. Harry Glöckner | Erich Fried – Gedenktafel | Gedenktafel | Glasergasse 25 (Erich Fried Realgymnasium) Standort                       | Steintafel (1998) |                                              |
| ja   | Datei hochladen | Ausgrenzung und Verfolgung zwangen ihn zur Emigration ERICH FRIED Lyriker Schriftsteller Übersetzer besuchte von 1931–1938 das Wasagymnasium | Erich Fried – Gedenktafel viennatouristguide                                                                                               | Gedenktafel | Wasagasse 10 (Gymnasium Wasagasse) Standort                               | Metalltafel |                                              |
| ja   | Datei hochladen | Erich Fried geboren am 6. Mai 1921 in Wien 9, Alserbachstrasse gestorben am 22. November 1988 in Baden-Baden | Erich Fried – Gedenkstele ID: 77017 | Gedenkstein | Alserbachstraße 7 / Pfluggasse 1 Standort                                 | Plexiglasstele mit einem Gedicht von Erich Fried (2003) |                                              |
| ja   | Datei hochladen | Galilei Galileo 1564–1642 ital. Astronom und Phy siker entdeckte mit dem von ihm konstruierten Fernrohr die Monde des Jupiter. Bewies die Kugelform des Mondes. Stellte die Fallgese tze auf. Verfocht die Kopernikanische Lehre. | Galileo Galilei – Gedenktafel ID: 41781 | Gedenktafel | Galileigasse 6 Standort                                                   | Heinz Leinfellner, Zwei Natursteintafeln, eine mit Porträtrelief und Inschrift, eine mit Darstellung einer Armillarsphäre (1951)                              | Standort: Wohnhausanlage                     |
| ja   | Datei hochladen | Eugene T. Gendlin Zum Gedenken gebürtig Eugen Gendelin 25. Dez. 1926 Wien – 1. Mai 2017 Spring Valley, New York Aufgewachsen und zur Schule gegangen in Wien-alsergrund, wurde er am 28. Apr. 1938 als einer von vielen aus der Schulgemeinde gerissen. Ihm gelang die Flucht nach Amerika, wo er in einem späteren Leben durch sein Schaffen weltberühmt wurde. Er war ein Austro-Amerikanischer Philosoph, Psychologe und Psychotherapeut. Er war Mitbegründer der Personenzentrierten Psychotherapie und hat die Focusing-Methode entwickelt. Bezirksmuseum Alsergrund Bezirksvertretung Alsergrund Zukunftsfonds der Republik Österreich Nationalfonds der Republik Österreich ÖGWG – Österr. Gesellschaft für Wissenschaftliche, Klientenzentirete Psychotherapie | Eugene T. Gendlin – Gedenktafel | Gedenktafel | Glasergasse 25 (Erich Fried Realgymnasium) Standort                       | Steintafel (2018) |                                              |
| ja   | Datei hochladen | Kurt Gödel 1906–1978 Der bedeutendste Logiker seiner Zeit wohnte hier als Student der Mathematik und Philosophie vom 8. 4. 1927 bis zum 20. 7. 1927 \|- A <=> \|\|- A | Kurt Gödel – Gedenktafel viennatouristguide                                                                                                | Gedenktafel | Frankgasse 10 Standort                                                    | Steintafel |                                              |
| ja   | Datei hochladen | Kurt Gödel 1906–1978 der bedeutendste Logiker seiner Zeit wohnte hier als Student der Mathematik und Philosophie vom 6. 10. 1927 bis zum 1. 7. 1928 | Kurt Gödel – Gedenktafel viennatouristguide                                                                                                | Gedenktafel | Währinger Straße 33–35 Standort                                           | Steintafel |                                              |
| ja   | Datei hochladen | Hans Gratzer 1941–2005 Gründete das Schauspielhaus 1978 Leitete es von 1978–1986 und 1990–2001 | Hans Gratzer – Gedenktafel ID: 95685 viennatouristguide                                                                                    | Gedenktafel | Porzellangasse 19 Standort                                                | Marmortafel | Standort: Schauspielhaus                     |
| ja   | Datei hochladen | Der Schriftsteller Alfred Grünwald 1884–1951 wohnte von 1927 bis zu seiner Emigration 1938 in diesem Haus. Gewidmet vom Kulturverein Alsergrund „Unser 9.“ | Alfred Grünwald – Gedenktafel ID: 95663 viennatouristguide                                                                                 | Gedenktafel | Kolingasse 4 Standort                                                     | Marmortafel |                                              |
| ja   | Datei hochladen | In diesem Hause wohnte Friedrich Hebbel und starb daselbst am 13. Dezember 1863. GESTIFTET VOM K. K. HOFBURGTHEATER | Friedrich Hebbel – Gedenktafel ID: 95665 viennatouristguide                                                                                | Gedenktafel | Liechtensteinstraße 13 Standort                                           | Marmortafel mit Porträtrelief und Baldachin |                                              |
| ja   | Datei hochladen | Ferdinand Ritter von Hebra 1816–1880 Dem Vater der Dermatologie im deutschen Sprachraum gewidmet an der Stätte seines Wirkens | Ferdinand Hebra – Gedenktafel viennatouristguide                                                                                           | Gedenktafel | Alser Straße 2–4 Standort                                                 | Edwin Grienauer und Hans Köttenstorfer, Steintafel mit bronzenem Porträtrelief                                                                                | Standort: Campus der Universität Wien, Hof 2 |
| ja   | Datei hochladen | Friedensreich Hundertwasser 1928–2000 Maler, Architekturdoktor, ökologischer Aktivist JEDER BAUM MEHR – EINE CHANCE MEHR. Der erste Baummieter wurde hier 1981 gepflanzt. Nach der Renovierung im Jahr 2010 wurde der Baummieter erneuert und eine Hainbuche gepflanzt. Der Baummieter ist ein Botschafter des freien Waldes in der Stadt und eine Mehrung der Natur im urbanen Raum. EACH ADDITIONAL TREE – AN ADDITIONAL CHANCE. The first tree tenant was planted here in 1981. After the renovation in 2010 the original tree was replaced by a hornbeam. The tree tenant is an ambassador of the free forest in the city and brings more nature into the urban area. | Friedensreich Hundertwasser – Gedenktafel ID: 95672                                                                                        | Gedenktafel | Alserbachstraße 11 Standort                                               | Messingtafel |                                              |
| ja   | Datei hochladen | In diesem Haus, dem ehemaligen Sanatorium Löw verschied Josef Kainz am 20. September 1910. Zur bleibenden Erinnerung an ein Genie, das ein Jahrhundert europäischer Schauspielkunst prägte, in Verehrung gewidmet von der Gesellschaft der Freunde des Burgtheaters 20. September 1970 | Josef Kainz – Gedenktafel ID: 95679 viennatouristguide                                                                                     | Gedenktafel | Mariannengasse 18–20 Standort                                             | Steintafel (1970) |                                              |
| ja   | Datei hochladen | Schriftsteller. Diplomat Fritz Kalmar 1911 Wien – 2008 Montevideo Dramaturg. Opernliebhaber Marcel Prawy 1911 Wien – 2003 Wien haben an dieser Schule die Reifeprüfung abgelegt | Fritz Kalmar und Marcel Prawy – Gedenktafel viennatouristguide                                                                             | Gedenktafel | Wasagasse 10 (Gymnasium Wasagasse) Standort                               | Metalltafel |                                              |
| ja   | Datei hochladen | In diesem Haus lebte Prof. Dr. Moritz Kaposi 1837–1902 Pionier und Mitbegründer der neuen Wiener Schule der Dermatologie | Moritz Kaposi – Gedenktafel viennatouristguide                                                                                             | Gedenktafel | Alser Straße 28 Standort                                                  | Messingtafel |                                              |
| ja   | Datei hochladen | IN DIESEM HAUS WOHNTE VON 1949–1959 DER BERÜHMTE BURGSCHAUSPIELER Werner Krauß DIE BEZIRKSVORSTEHUNG ALSERGRUND | Werner Krauß – Gedenktafel viennatouristguide                                                                                              | Gedenktafel | Porzellangasse 33a Standort                                               | Steintafel |                                              |
| ja   | Datei hochladen | An diesem Gymnasium maturierten im Jahre 1885 der Erforscher der Blutgruppen Nobelpreisträger Karl Landsteiner im Jahre 1904 der Dichter Felix Braun im Jahre 1911 der Komponist Richard Maux | Karl Landsteiner, Felix Braun und Richard Maux – Gedenktafel viennatouristguide                                                            | Gedenktafel | Wasagasse 10 (Gymnasium Wasagasse) Standort                               | Metalltafel |                                              |
| BW   | Datei hochladen | Joseph Lewinsky starb am 27. Febr. 1907 in dem hier bestandenen Hause. | Joseph Lewinsky – Gedenktafel ID: 95667 | Gedenktafel | Liechtensteinstraße 23 Standort                                           | Bronzetafel mit Porträtrelief und figürlichen Darstellungen (ca. 1912)                                                                                        |                                              |
| ja   | Datei hochladen | Gründer des Lichtenthal 1662 Joh. Adam Liechtenstein 1712 | Johann Adam von Liechtenstein – Gedenktafel ID: 95688                                                                                      | Gedenktafel | Salzergasse 12 Standort                                                   | Keramiktafel mit Porträtrelief und Darstellung der Ortschaft                                                                                                  |                                              |
| ja   | Datei hochladen | GUSTAV MAHLER starb am 18. Mai 1911 in diesem Hause Stadt Wien Wiener Philharmoniker Int. Gustav Mahler Gesellschaft Wien | Gustav Mahler – Gedenktafel ID: 95678 viennatouristguide                                                                                   | Gedenktafel | Mariannengasse 18–20 Standort                                             | Granittafel mit eingeritzten Notenlinien (2005) |                                              |
| ja   | Datei hochladen | Hier wohnte bis zu seinem Tod am 29. Jänner 1986 der grosse Schriftsteller und Stadtrat Dr. Jörg Mauthe Klub Alsergrund | Jörg Mauthe – Gedenktafel viennatouristguide                                                                                               | Gedenktafel | Günthergasse 1 Standort                                                   | Steintafel |                                              |
| ja   | Datei hochladen | In diesem Haus lebte von 1960 bis 1984 der Priester und Sozial- philosoph Johannes Messner * 16.11.1891 +12.11.1984. Im Blick auf das christli- che Menschenbild wirk- te er für die Gerechtig- keit in der Gesellschaft. | Johannes Messner – Gedenktafel | Gedenktafel | Seegasse 30 Standort                                                      | Metalltafel mit Porträtrelief (1994) |                                              |
| ja   | Datei hochladen | MINDSZENTY JÓSZEF bíboros primás, esztergomi érsek ebben a Hazban élt és működött Házaja elhagyása után 1971–1975 Joseph, Kardinal MINDSZENTY Primas, Erzbischof von Esztergom lebte und wirkte in diesem Haus nach Verlassen seiner Heimat | József Mindszenty – Gedenktafel | Gedenktafel | Boltzmanngasse 14 Standort                                                | Steintafel |                                              |
| ja   | Datei hochladen | Hier wohnte und starb Friedrich Mitterwurzer geb. 16. Okt. 1844, gest. 13. Feb. 1897 | Friedrich Mitterwurzer – Gedenktafel ID: 95660 viennatouristguide                                                                          | Gedenktafel | Günthergasse 1 Standort                                                   | Marmortafel |                                              |
| ja   | Datei hochladen | Hier stand das Gartenhaus wo Mozart vom Sommer 1788 bis Herbst 1790 wohnte und Cosi fan tutte sowie die Simphonien G moll Es dur und C dur mit der Fuge schrieb. | Wolfgang Amadeus Mozart – Gedenktafel ID: 95696 viennatouristguide                                                                         | Gedenktafel | Währinger Straße 26 Standort                                              | Granittafel |                                              |
| ja   | Datei hochladen | In diesem Hause wohnte in den Jahren 1878 bis 1881 eine bemerkenswerte Frau: Bertha Pappenheim 1859–1936 Die gebürtige Wiener Jüdin, engagierte Pionierin der Sozialarbeit und der Frauenbewegung, hat als „Anna O.“, Patientin Josef Breuers und Erfinderin der „Talking Cure“ einen entscheidenden Impuls zur Entwicklung von Sigmund Freuds Psychoanalyse gesetzt. 2007 | Bertha Pappenheim – Gedenktafel ID: 95666 viennatouristguide                                                                               | Gedenktafel | Liechtensteinstraße 2 Standort                                            | Granittafel (2007) |                                              |
| ja   | Datei hochladen | In diesem Haus lebte bis zum Jahre 1938 der österreichische Schriftsteller Leo Perutz 1882–1957 Rassismus und Intoleranz zwangen ihn ins Exil Österreichische Gesellschaft für Literatur | Leo Perutz – Gedenktafel ID: 95687 | Gedenktafel | Porzellangasse 37 Standort                                                | Marmortafel (1997) |                                              |
| ja   | Datei hochladen | In diesem Hause wohnte nach der Rückkehr aus dem Exil von 1948 bis zu seinem Tod der Kirchenrechtslehrer Univ. Prof. DDr. h. c. Dr. Willibald M. Plöchl * 7.7.1907 St. Pölten, † 27.5.1984, Wien Als Beitrag zur Befreiung seiner Heimat gründete er in Washington D. C. am 19. September 1941 den Free Austrian National Council und leitete diesen bis zur Auflösung im März 1943. Aus Anlass des 100. Geburtstages gewidmet vom Dokumentationsarchiv des Österreichischen Widerstandes mit Unterstützung des Bundeslandes Niederösterreich | Willibald Plöchl – Gedenktafel ID: 95695 viennatouristguide                                                                                | Gedenktafel | Universitätsstraße 10 Standort                                            | Granittafel (2007) |                                              |
| ja   | Datei hochladen | Hier lebte und arbeitete die Ärztin Dr. Gabriele Possanner von Ehrenthal (1860–1940) die am 2. 4. 1897 als erste Medizinerin Österreichs an der Wiener Universität promovierte. Gewidmet von der Österreichischen Beamtenversicherung | Gabriele Possanner von Ehrenthal – Gedenktafel ID: 95671 viennatouristguide                                                                | Gedenktafel | Alser Straße 26 Standort                                                  | Marmortafel (1997) |                                              |
| ja   | Datei hochladen | In diesem Hause wohnte der Dichter George Saiko von 1958 bis zu seinem Tode am 23. XII.1962 Österreichische Gesellschaft für Literatur | George Saiko – Gedenktafel ID: 95690 viennatouristguide                                                                                    | Gedenktafel | Schubertgasse 4–6 Standort                                                | Granittafel |                                              |
| ja   | Datei hochladen | Wohnhausanlage der Stadt Wien benannt nach Josef Schober 1874–1960 Träger der Ehrenmedaille der Stadt Wien und langjähriger Bezirksvorsteher des 9. Wiener Gemeindebezirks | Josef Schober – Gedenktafel viennatouristguide                                                                                             | Gedenktafel | Grünentorgasse 7 Standort                                                 | Steintafel | Standort: Josef-Schober-Hof                  |
| ja   | Datei hochladen | Im April 1945, den letzten Tagen des 2. Weltkrieges, gelang es dem damaligen Vorstand der 1. Chirurgischen Univ. Klinik Univ. Prof. Dr. Leopold Schönbauer durch besonderen persönlichen Einsatz, Unerschrockenheit und verantwortungsvolle Umsicht, das altehrwürdige Allgemeine Krankenhaus und die große Zahl seiner Patienten und ihrer Betreuer vor Kriegsschäden zu bewahren. | Leopold Schönbauer – Gedenktafel viennatouristguide                                                                                        | Gedenktafel | Alser Straße 2–4 Standort                                                 | Steintafel | Standort: Campus der Universität Wien, Hof 2 |
| ja   | Datei hochladen | Arnold Schönberg 1874–1951 Komponist und Musiktheoretiker mit jüdischen Wurzeln, Begründer der Zwölftonmusik, wirkte von 1903 bis 1910 im Haus Nr. 68-70 gemeinsam mit dem Maler Richard Gerstl (1883–1908) Erich Fried-Realgymnasium Nationalfonds der Republik Österreich Bezirksmuseum Alsergrund Zukunftsfonds der Republik Österreich | Arnold Schönberg – Gedenktafel ID: 95670                                                                                                   | Gedenktafel | Liechtensteinstraße 72 Standort                                           | Blechtafel |                                              |
| ja   | Datei hochladen | Karl Schönherr (Dr. med.) Österreichischer Dramatiker und Erzähler geboren am 24. Februar 1867 in Telfs gestorben am 15. März 1943 in Wien wo er sein Lebenswerk schuf. | Karl Schönherr – Gedenktafel ID: 42074 | Gedenktafel | Fechtergasse 15–17 Standort                                               | Mario Petrucci, Zwei Bronzeplatten, eine mit Inschrift, eine mit Porträtrelief (1953)                                                                         |                                              |
| ja   | Datei hochladen | In diesem Hause wohnte und wirkte von 1922 bis zu seinem Tode am 15. März 1943 der grosse österreichische Dichter Karl Schönherr errichtete vom Heimatmuseum Alsergrund am 15. März 1963 E. Hauser | Karl Schönherr – Gedenktafel ID: 95692 viennatouristguide                                                                                  | Gedenktafel | Severingasse 5 Standort                                                   | E. Hauser, Marmortafel (1963) |                                              |
| ja   | Datei hochladen | In diesem Haus wohnte von 1956–1961 der Physiker u. Nobelpreisträger Univ. Prof. Dr. Erwin Schrödinger 1887–1961 Museumsverein Alsergrund | Erwin Schrödinger – Gedenktafel ID: 95684 viennatouristguide                                                                               | Gedenktafel | Pasteurgasse 4 Standort                                                   | Granittafel (1987) |                                              |
| ja   | Datei hochladen | An dieser Stelle stand bis zum Jahre 1913 das alte Schulhaus in dem Franz Schubert als Schulgehilfe seines Vaters in den Jahren 1818–1825 vorübergehend gewohnt und unvergängliche Werke geschaffen hat. Gestiftet vom Roßauer Männergesangverein 1921 | Franz Schubert – Gedenktafel ID: 95659 viennatouristguide                                                                                  | Gedenktafel | Grünentorgasse 9–11 Standort                                              | Steintafel mit bronzenem Porträtrelief (1921) |                                              |
| ja   | Datei hochladen | Franz Schubert wurde in dieser Kirche 1797 getauft und wirkte hier als ausuebender und schaffender Kuenstler errichtet im Jahre 1928 vom Wiener Schubertbund und vom Kirchenmusikverein an der Pfarrkirche in Lichtenthal | Franz Schubert – Gedenktafel ID: 95681 viennatouristguide                                                                                  | Gedenktafel | Marktgasse 40 Standort                                                    | Marmortafel mit Porträtrelief (1928) |                                              |
| ja   | Datei hochladen | Franz Schubert hat dieses Haus vom Jahre 1801 an durch eine lange Reihe von Jahre bewohnt , hier als Schulgehilfe seines Vaters gewirkt und zahlreiche unvergängliche Werke darunter den „Erlkönig“ geschaffen. Gestiftet vom Wiener Männergesang-Verein 19. November 1913. | Franz Schubert – Gedenktafel ID: 95689 viennatouristguide                                                                                  | Gedenktafel | Säulengasse 3 Standort                                                    | Marmortafel (1913) |                                              |
| ja   | Datei hochladen | In diesem Haus wohnte zwischen 1931 und 1935 der Dramatiker u. Lyriker Jura Soyfer * 1912 † 1939 im KZ Buchenwald Gewidmet vom Kulturverein Alsergrund "Unser 9." | Jura Soyfer – Gedenktafel ID: 95662 viennatouristguide                                                                                     | Gedenktafel | Kinderspitalgasse 10 Standort                                             | Granittafel (1989) |                                              |
| ja   | Datei hochladen | In diesem Haus wohnte Peter Strasser Widerstandskämpfer, Vorsitzender der Sozialistischen Jugend und Nationalratsabgeordneter der SPÖ Gewidmet von der SPÖ Alsergrund | Peter Strasser – Gedenktafel ID: 97683 | Gedenktafel | Meynertgasse 3–5 Standort                                                 | Steintafel (2012) |                                              |
| ja   | Datei hochladen | George Tabori 1914–2007 Leitete im Schauspielhaus von 1987 bis 1990 sein Theater in der Porzellangasse Der Kreis | George Tabori – Gedenktafel ID: 95686 viennatouristguide                                                                                   | Gedenktafel | Porzellangasse 19 Standort                                                | Marmortafel (2011) | Standort: Schauspielhaus                     |
| ja   | Datei hochladen | In diesem Hause wohnte von 1907 bis 1936 der große Sozialreformer Wiens Stadtrat Univ. Prof. Julius Tandler gestiftet vom Kulturverein Alsergrund – Unser 9. | Julius Tandler – Gedenktafel ID: 95673 viennatouristguide                                                                                  | Gedenktafel | Beethovengasse 8 Standort                                                 | Granitplatte mit metallenem Porträtrelief (1986) |                                              |
| ja   | Datei hochladen | Stadtrat Professor Dr. Julius Tandler 1869–1936 Schoepfer dieser Anstalt | Julius Tandler – Gedenktafel ID: 95677 viennatouristguide                                                                                  | Gedenktafel | Lustkandlgasse 50 Standort                                                | Josef Franz Riedl, Sandsteintafel mit Porträtrelief (1946) |                                              |
| ja   | Datei hochladen | Diese Kirche war 45 Jahre Wirkungsfeld und ist seit 1932 Ruhestätte des Jugendapostels P. Franz Tendler Redemptorist 1820–1902 Aus seinem 1857 gegründeten ersten Katholischen Jünglingsverein in Wien Stammverein erblühte die katholische Jugendbewegung Österreichs Die ehemaligen Mitglieder und Förderer des Vereins Zur Hundertjahrfeier, Oktober 1957 | Franz Tendler – Gedenktafel ID: 95674 | Gedenktafel | Boltzmanngasse 9 Standort                                                 | Marmortafel (1957) |                                              |
| ja   | Datei hochladen | Zur Erinnerung an die Invalidenstiftung des Hofkammerrates Ferdinand Freiherr von Thavonat aus welchem im Jahre 1726 dieser Hof der ehemalige Thavonathof und Teile des 4. und 5. Hofes errichtet wurden. | Ferdinand von Thavonat – Gedenktafel viennatouristguide                                                                                    | Gedenktafel | Alser Straße 2–4 Standort                                                 | Steintafel (1934) | Standort: Campus der Universität Wien, Hof 1 |
| ja   | Datei hochladen | Dr. Constantin Tomaszczuk 1840–1889 Geistiger Vater und erster Rektor der Universität Czernowitz Österreichischer Verein f. Studentengeschichte Katholische Czernowitzer Pennäler | Constantin Tomaszczuk – Gedenktafel | Gedenktafel | Pelikangasse 12 Standort                                                  | Steintafel mit Porträtrelief |                                              |
| ja   | Datei hochladen | Der Schriftsteller Friedrich Torberg 1908–1979 besuchte von 1919 bis 1921 diese Schule. Kulturverein Klub Alsergrund | Friedrich Torberg – Gedenktafel ID: 95700 viennatouristguide                                                                               | Gedenktafel | Wasagasse 10 (Gymnasium Wasagasse) Standort                               | Steintafel |                                              |
| ja   | Datei hochladen | Julius Wagner-Jauregg 7. 3. 1857 − 27. 9. 1940 Klinikvorstand für Psychiatrie und Neurologie 1893–1928 Nobelpreisträger 1927 | Julius Wagner-Jauregg – Gedenktafel | Gedenktafel | AKH Standort                                                              | Steintafel mit Porträtrelief |                                              |
| ja   | Datei hochladen | In diesem Hause wohnte 1935–1980 Professor Hans Werner Textdichter unvergessener Wienerlieder | Hans Werner – Gedenktafel | Gedenktafel | Währinger Straße 68 Standort                                              | Steintafel |                                              |
| ja   | Datei hochladen | Schüler dieses Gymnasiums waren der Dichter Stefan Zweig von 1892 bis 1900 und der Verleger Jakob Hegner von 1893 bis 1897 Österreichische Gesellschaft für Literatur | Stefan Zweig und Jakob Hegner – Gedenktafel ID: 95699 viennatouristguide                                                                   | Gedenktafel | Wasagasse 10 (Gymnasium) Standort                                         | Steintafel (1963) |                                              |
| ja   | Datei hochladen | Käthe Sasso wurde 1942 hier als 16-jährige inhaftiert und kam im Jänner 1943 als Häftling ins Wiener Landesgericht. 1944 wurde sie ins Konzentrationslager Ravensbrück deportiert. Wenn wir die Gerechten vergessen, versteinert unser Herz. Zur Erinnerung an alle Opfer des Faschismus Hier, im ehemaligen Polizeigefängnis Rossauer Lände, waren in der Zeit ohne Gnade von 1938 bis 1945 politische Gegnerinnen und Gegner des NS-Regimes eingekerkert. Dieses Gefängnis war der Vorhof zu den Verhören und Folterungen auf der Gestapo-Leitstelle auf dem Morzinplatz. | 369 Wochen – Gedenktafel (Zur Erinnerung an die Opfer der politischen Justiz 1938–1945 am Polizeianhaltezentrum Rossauer Lände) ID: 108559 | Gedenktafel | Rossauer Lände 5-9 / Ecke Oskar-Morgenstern-Platz / Berggasse 43 Standort | Eva Schlegel, zweiteilige, in Buchform angebrachte Nirosta-Gedenktafel. Links der Text zu Käthe Sasso, rechts zu den Opfern des Polizeianhaltezentrums (2017) |                                              |
| ja   | Datei hochladen | In diesem Haus wurde am 2. Oktober 1898 über Initiative und durch die Förderung der österreichischen Wirtschaft die k. k. Exportakademie gegründet. Aus ihr ging die Hochschule für Welthandel hervor. Kammer der Gewerblichen Wirtschaft für Wien | Exportakademie – Gedenktafel | Gedenktafel | Berggasse 16 Standort                                                     | Steintafel |                                              |
| ja   | Datei hochladen | In Anerkennung der Opfer von Gewalt in Einrichtungen der Wiener Jugendwohlfahrt der Nachkriegszeit. Von diesem Standort, der ehemaligen Kinderübernahmestelle, wurden Kinder in Heime und Pflegefamilien gebracht, in denen sie erschütternden alltäglichen Erziehungspraktiken und institutioneller Gewalt ausgesetzt waren. Diese dunkle Seite der Geschichte ist uns Mahnung in der Gegenwart und Auftrag für die Zukunft. Der Bürgermeister Dr. Michael Häupl 2016 | Kinderübernahmestelle – Gedenktafel (Gewalt gegen Kinder – Gedenktafel) ID: 97181                                                          | Gedenktafel | Lustkandlgasse 50 Standort                                                | Steintafel (2016) |                                              |
| ja   | Datei hochladen | Hier stand bis zum Jahr 1972 das Spital und Altersheim der Israeli- tischen Kultusgemeinde Wien. Hinter diesem Haus befindet sich der „alte jüdische Friedhof in der Rossau“, der um die Mitte des 16. Jahr- hunderts angelegt wurde. Israelitische Kultusgemeinde Wien The Hospital and old age home of the jewish community of vienna were situated here until 1972. Behind this new building is the „old jewish cemetery of the Rossau“ dating back to the middle of the 16th century. The jewish community of Vienna Ici se trouvait jusqu' a l' annee 1972 l' Hopital et la maison pour les ages de la communaute juive de vienne. derriere de cette maison est situe „l' ancien cimetiere juif de la Rossau“, dont la fondation date du seizieme siecle. La communaute juive de vienne | Jüdisches Spital und Altersheim – Gedenktafel                                                                                              | Gedenktafel | Seegasse 11 Standort                                                      | Steintafel |                                              |
| ja   | Datei hochladen | Im Gedenken an jene ehemaligen Bewohnerinnen und Bewohner dieses Hauses, die in der Zeit des Nationalsozialismus aufgrund ihrer jüdischen Herkunft diskriminiert, vertrieben und ermordet wurden. [Aufzählung der Namen] Verein Volksopernviertel 1938 2015 | Gedenkstele „Jüdische NS-Opfer“ ID: 92421                                                                                                  | Gedenkstein | Fluchtgasse 7 Standort                                                    | Metallstele mit Inschrift und Namensliste der NS-Opfer dieses Hauses (2015)                                                                                   |                                              |
| ja   | Datei hochladen | Letzte bekannte Wohnadresse Georg-Sigl-Gasse 12 Im Gedenken an die jüdischen Bewohnerinnen und Bewohner, die im Nationalsozialismus deportiert und ermordet wurden. [Aufzählung der Namen] Auch der Architekt des Hauses, Leo Steinitz, wurde am 13.8.1942 nach Theresienstadt deportiert. 18 Bewohnerinnen und Bewohnern gelang zwischen 1938 und 1940 die Flucht ins Ausland. | „Letzte bekannte Wohnadresse Georg-Sigl-Gasse 12“ – Gedenktafel ID: 108891                                                                 | Gedenktafel | Georg-Sigl-Gasse 12 Standort                                              | Messingtafel (2018) |                                              |
| ja   | Datei hochladen | In diesem Hause befanden sich von 1875 bis 1913 die Physikalischen Institute der Universität Wien Hier wirkten: Josef Loschmidt 1821–1895 Größe der Moleküle Josef Stefan 1835–1893 Strahlungsgesetz Ludwig Boltzmann 1854–1906 Entropie und Wahrscheinlichkeit Franz S. Exner 1849–1926 Luftelektrizität Stefan Meyer 1872–1949 Radioaktivität Egon von Schweidler 1873–1948 Radioaktives Zerfallsgesetz Friedrich Hasenöhrl 1874–1915 Masse-Energie-Beziehung Lise Meitner 1878–1968 Kernspaltung Viktor F. Hess 1883–1964 Kosmische Strahlung, Nobelpreis 1936 Fritz Kohlrausch 1884–1953 Raman-Spektren Erwin Schrödinger 1887–1961 Wellenmechanik, Nobelpreis 1933 Gewidmet von Mitgliedern und Freunden der Österr. Physikalischen Gesellschaft anläßlich ihres fünfzigjährigen Bestehens im Jahre 2000 | Ehemalige Physikalische Institute der Universität Wien – Gedenktafel ID: 95702                                                             | Gedenktafel | Türkenstraße 3 Standort                                                   | Tafel aus Carrara-Marmor (2000) |                                              |
| ja   | Datei hochladen | Im Gedenken an die politischen Häftlinge vom 6.3.1933 bis 8.5.1945 im Sinne der vom österreichischen Parlament 2009 und 2012 beschlossenen Rehabilitationsgesetze. Gesetze, Akten, Namen, Schicksale, Projekt, Förderungen: www.soyfer.at/RossauerKaserne.htm | Politische Häftlinge – Gedenktafel ID: 96710                                                                                               | Gedenktafel | Türkenstraße 22 Standort                                                  | Plexiglastafel |                                              |
| ja   | Datei hochladen | In diesem Palais wurden ab November 1945 tausende Kinder versammelt und via Franz-Josefs-Bahnhof im Rahme der Schweizer Kinderhilfe zu einem mehrmonatigen Erholungsaufenthalt in die Schweiz und nach Liechtenstein gebracht. Nach ihrer Rückkehr nannte man sie Schweizerkinder. Diese Tafel erinnert an die Hilfe der Schweiz und Liechtensteins nach dem Zweiten Weltkrieg. Danke auch allen Personen und Organisationen, die diese Aktion ermöglicht haben. Gewidmet von den ehemaligen Schweizerkindern | Schweizerkinder – Gedenktafel ID: 97749 | Gedenktafel | Fürstengasse 1 (Haupttor des Gartenpalais Liechtenstein) Standort         | (2012) |                                              |
| ja   | Datei hochladen | „Durch das einträch- tige Zusammenwirken der autonomen Curien und des Staates ge- schaffen, wird dieser Bahnbau – wie ich zuver- sichtlich hoffe – der Be- völkerung mannigfa- che Vortheile bringen und die mir am Herzen liegende gedeihliche Entwicklung Wiens wirksam fördern.“ Kaiser Franz Joseph I. bei der Eröffnungsfeier am 9. Mai 1898 | Stadtbahn – Gedenktafel | Gedenktafel | Standort                                                                  | Steintafel |                                              |
| BW   | Datei hochladen | THURNER PAVILLON aus der Kinderspital-Stiftung von MAX und KAROLINE THURNER im Jahre 1915 gleich den übrigen Gebäuden der Spitalsanlage vom WIENER MEDIZINISCHEN DOKTOREN KOLLEGIUM nach den Plänen des Architekten Eugen Fassbender k. k. Baurat erbaut. | Thurner-Pavillon – Gedenktafel ID: 96709                                                                                                   | Gedenktafel | Sobieskigasse 31 Standort                                                 | Steintafel |                                              |
| ja   | Datei hochladen | In diesem Haus wurde am 15. April 1945 die Universität Wien wiedereröffnet. | Universität Wien – Gedenktafel | Gedenktafel | Frankgasse 1 Standort                                                     | Steintafel |                                              |
| ja   | Datei hochladen | Hier stand eine 1888/89 nach Plänen des Architekten Max Fleischer erbaute Synagoge, zerstört in der „Reichskristallnacht“ am 10. November 1938. | Vereinssynagoge Müllnergasse – Gedenktafel ID: 95682                                                                                       | Gedenktafel | Müllnergasse 21 Standort                                                  | Bronzetafel (1988) |                                              |
| ja   | Datei hochladen | In diesem typischen Rossauer Mietshaus war im Jahr 1938 die Hälfte der Bewohner jüdischer Herkunft. Sie wurden unter der nationalsozialistischen Gewaltherrschaft beraubt, deportiert und ermordet oder vertrieben. [Aufzählung der Namen] Eine Hausgemeinschaft wurde auseinander gerissen. Die Opfer sollten niemals vergessen werden. Diese Gedenktafel kam durch die Unterstützung von Agenda 21 am Alsergrund Bezirksvertretung Alsergrund FSG der MitarbeiterInnen der Arbeiterkammer Wien Die Grünen Alsergrund Kulturverein Alsergrund Österreichische Beamtenversicherung und privaten Spenden zustande. 2005 | Gedenkstele „Vertriebene Jüdische Hausbewohner“ ID: 92422                                                                                  | Gedenkstein | Servitengasse 6 Standort                                                  | Metallstele mit Inschrift und Namensliste der NS-Opfer dieses Hauses (2005)                                                                                   |                                              |
| ja   | Datei hochladen | ZUR ERINNERUNG AN DIE WEGEN IHRER JÜDISCHEN HERKUNFT VERFOLGTEN IN DIESEM HAUS WOHNTEN: HEDWIG FRANKL (* 20.8.1878) deportiert in das KZ Theresienstadt am 29.7.1942 und dort ermordet. CHARLOTTE KANDEL, geb. ZIMELS (* 6.10.1897) vertrieben ins Exil im August 1939. HERMANN KANDEL (* 16.4.1898) vertrieben ins Exil im August 1939. LUDWIG KANDEL (* 14.11.1924) vertrieben ins Exil im August 1939. ERIC KANDEL (* 7.11.1929) der im Jahr 2000 den Nobelpreis für Physiologie und Medizin für seine Erforschung des Gedächtnisses erhielt, vertrieben ins Exil im August 1939. ROSA LEBENSOHN, geb. GÜNSBERG (* 28.11.1870) betrieb hier ein Lebensmittelgeschäft. Dieses wurde polizeilich gesperrt und sie im Mai 1939 ins Exil vertrieben. DIE HAUSEIGENTÜMERINNEN WURDEN ENTEIGNET: REGINA BURSTIN, geb. VEIT (* 30.5.1880) vertrieben ins Exil im Frühjahr 1939. SIMA GROSS, geb. BURSTIN (* 16.5.1909) vertrieben ins Exil im Frühjahr 1939. | Vertriebene und ermordete Bewohner Severingasse 8 – Gedenktafel ID: 108943                                                                 | Gedenktafel | Severingasse 8 Standort                                                   | Edelstahlblechtafel (2018) |                                              |

Weiters sind Durchgänge des Campus der Universität Wien nach herausragenden Persönlichkeiten der Universität Wien benannt („Tore der Erinnerung“) und weisen auch Plexiglastafeln mit biographischen Details der Namenspatrone auf. Benannt sind sie nach: Karl Beth, Sibylle Bolla-Kotek, Martha Steffy Browne, Charlotte und Karl Bühler, Conrad Celtis, Anna und Sigmund Freud, Maximilian Hell, Guido Holzknecht, Marie Jahoda, Berta Karlik, Erna und Albin Lesky, Carl Menger sen. und Karl Menger jun., Georg von Peuerbach, Enea Silvio Piccolomini, Victoria Lilly Pfleger-Schwarz und Gertraut Ehrmann, Elise Richter, Franz Romeo Seligmann, Paul de Sorbait, Eduard Suess, Alfred Verdross und Renate Wagner-Rieger. Eine weitere solche Tafel gibt es am Johannestor für den Apostel Johannes (Patron der Katholisch-theologischen Fakultät), sowie für die „heimlich Schwangeren“, die ihre Neugeborenen im hier befindlichen Findelhaus zurücklassen konnten.